# Neobythites multistriatus
Neobythites multistriatus is een straalvinnige vissensoort uit de familie van naaldvissen (Ophidiidae). De wetenschappelijke naam van de soort is voor het eerst geldig gepubliceerd in 1991 door Nielsen & Quéro.